# 宜良白魚
宜良白鱼（学名：Anabarilius liui yiliangensis）为輻鰭魚綱鯉形目鯝科白鱼属的鱼类，是中国的特有物种。分布于南盘江及其附属水体等，一般生活于喜在流水环境水体的中上层，體長可達25.6公分。

## 扩展阅读
維基物種上的相關：宜良白鱼